# Evelyn Miralles

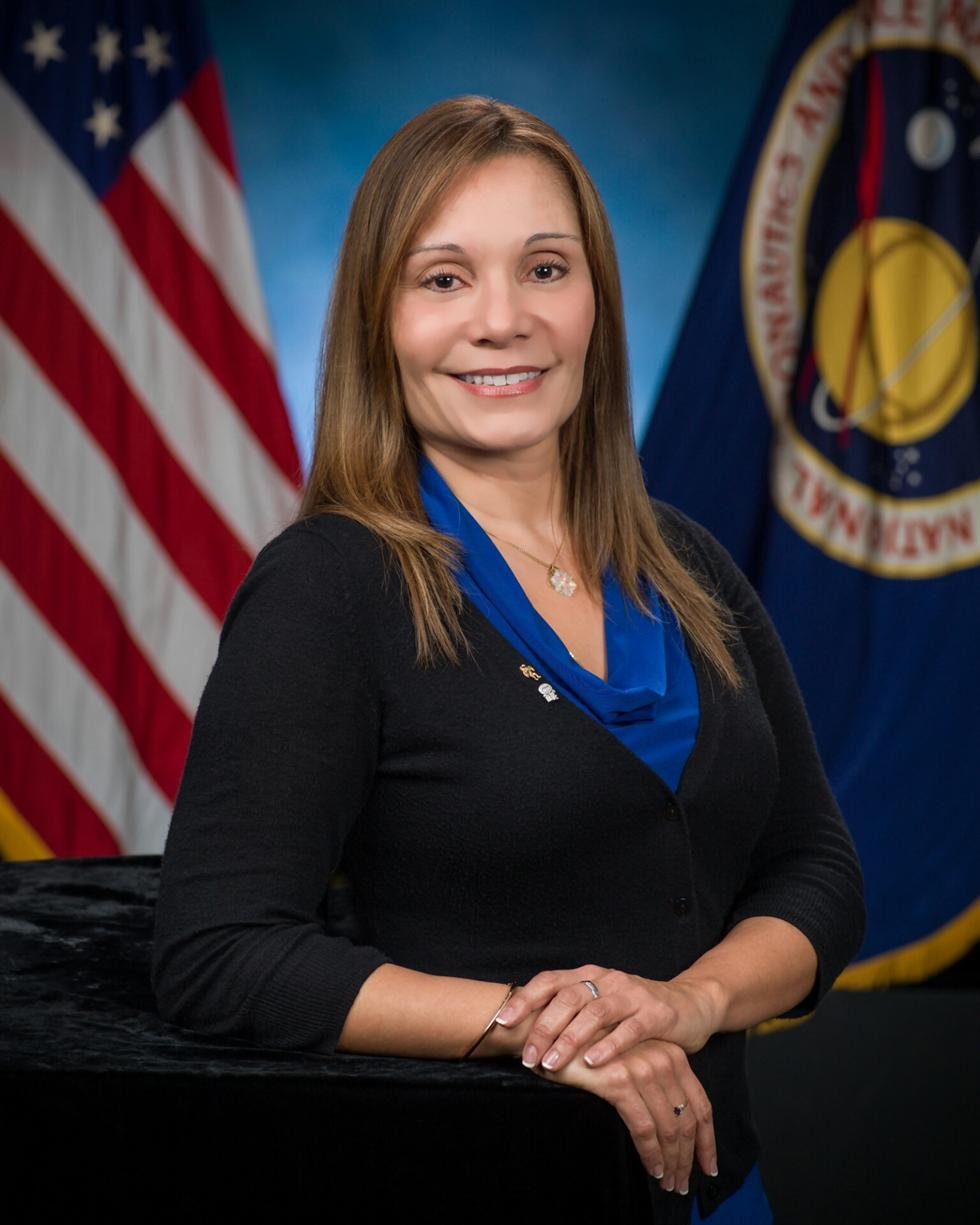
Evelyn Rodriguez Miralles

Evelyn Rodriguez Miralles (* 19. Februar 1966 in Caracas) ist eine Ingenieurin aus Venezuela, die als Chief Principal Engineer im Lyndon B. Johnson Space Center der NASA in Houston, Texas mehr als 20 Jahren für die Ausbildung von Astronauten und die Vorbereitungen für die und die NASA-Mars-Mission mittels Virtueller Realität verantwortlich war. Bei diesen Trainings werden Außeneinsätze der Astronauten eingeübt. Sie wurde als herausragende Persönlichkeit der BBC 100 Women des Jahres 2016 bestimmt und setzt sich in besonderer Weise für die Stärkung von Mädchen und jungen Frauen ein, ihre Fähigkeiten, Fertigkeiten und Interessen zu entdecken.

## Leben
Miralles plante ursprünglich Architektin, später eine Webdesignerin zu werden. Zunächst begann sie ein Studium auf einen Bachelor of Science an der Lamar University in Texas, bevor sie ihre Neigung für die Computertechnik entdeckte. Zu dieser Zeit galt die Kombination aus Grafikdesign und Informatik als unüblich, allerdings  wollte sie ihr Wissen in Grafikdesign in jenen Fachbereich mit einbringen. Deswegen erweiterte sie ihre Studien und arbeitete an Projekten, die direkt mit der NASA verbunden waren. Bei ihrer Bewerbung um einen Vollzeitjob bei der NASA fand Miralles' besondere Berufsorientierung eine Würdigung: „They loved the combination of computer graphics and computer science“ („Sie mochten die Kombination aus Computergrafik und -wissenschaft“).
Miralles erwarb 1992 einen Bachelor of Arts in Computertechnik (Computer Information Systems) und 2012 einen Master of Business Administration an der Universität Houston.